# Luftangriffe auf Salzwedel
Der schwerste Luftangriff auf Salzwedel (Salzwedel in Sachsen-Anhalt) fand am 22. Februar 1945 statt, als die Eighth Air Force der USAAF im Rahmen der alliierten Luftoffensive Operation Clarion mit 59 Boeing B-17 Flying Fortress und 197,5 Tonnen Bombenlast den Bahnhof der Stadt und seine Umgebung bombardierte.
Insbesondere die Bahnhofsanlagen und teilweise das Gaswerk wurden zerstört, doch auch benachbarte Wohngebäude wurden getroffen. 314 Menschen starben, 30 waren Wehrmachtsangehörige, die weitaus meisten aber reisende Zivilisten, darunter viele Frauen und Kinder, besonders Schüler.
Daneben gab es vier leichtere Luftangriffe auf Salzwedel: 1942, 1944 und 1945.

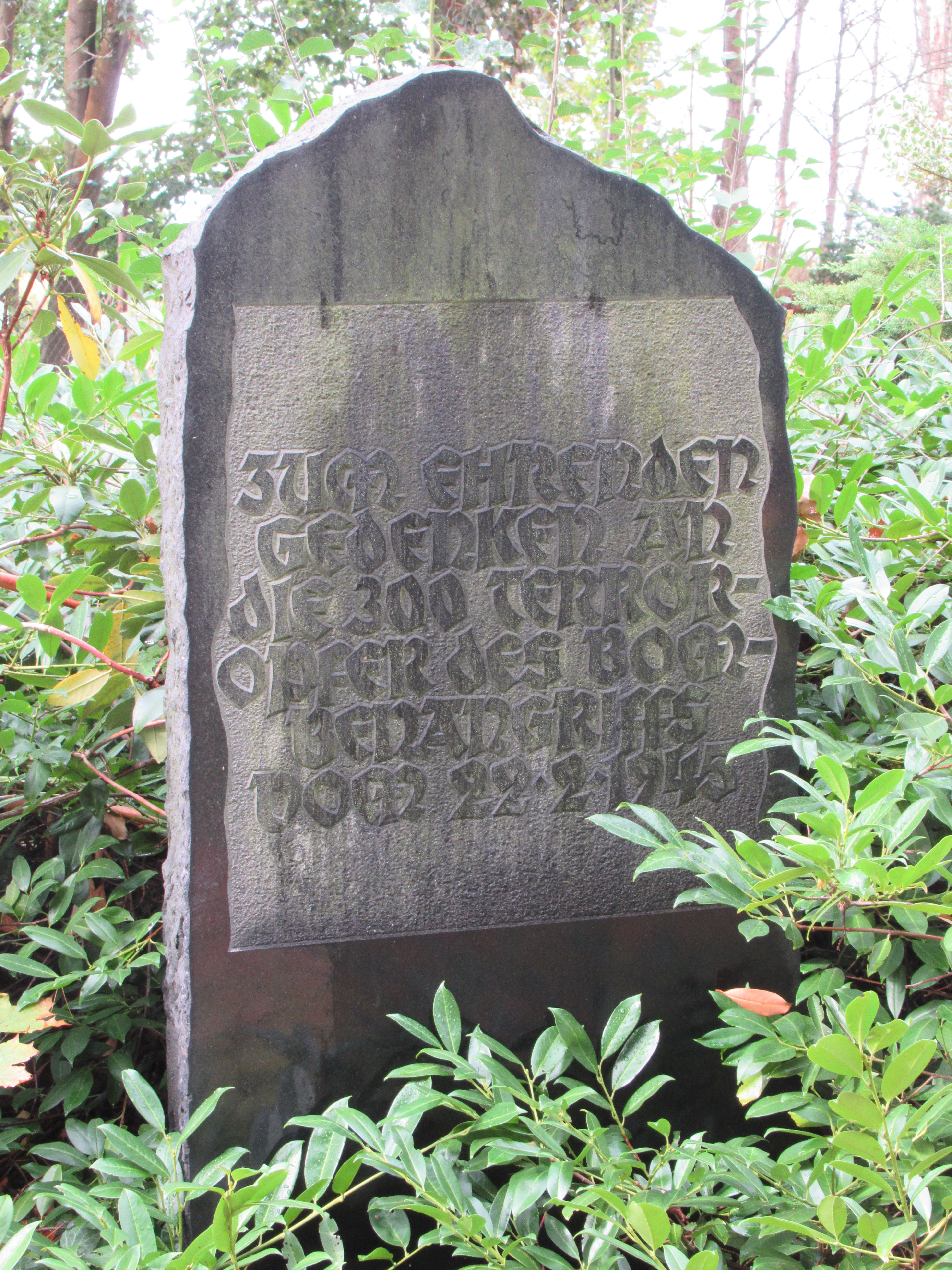
Gedenkstein auf Neustädter Friedhof für 300 Bombenopfer

## Luftschutz
Die Kreisstadt Salzwedel in der Altmark hatte 1939 eine Einwohnerzahl von 18.000, die bis Frühjahr 1945 auf etwa 25.000 zunahm. Dies war bedingt durch den Zustrom von „ausgebombten“ Evakuierten aus den Luftkriegsgebieten, von Kriegsgefangenen, ausländischen Zwangsarbeitern und ab Anfang 1945 von Flüchtlingen aus den Ostgebieten.
Einige Industriebetriebe der Stadt arbeiteten im Krieg zunehmend für die Rüstung. Nicht deshalb, sondern als Eisenbahnknoten war Salzwedel im britischen „Bomber’s Baedeker“ 1944 als potentielles Ziel verzeichnet. Zudem waren nicht nur Großstädte in Deutschland von der Area Bombing Directive der britischen Luftkriegsführung betroffen.
In Salzwedel befanden sich öffentliche Luftschutzbunker auf dem Platz Ecke Bahnhofstraße und vor dem Lüchower Tor, auf dem Katharinenkirchplatz, dem Schulplatz und Paradeplatz, Bunker für Lazarette auf dem Schützenplatz und den Gänsemärschen, ferner ein Bunker für die Pumpenfabrik Loewe und einer für die Zuckerfabrik auf deren Gelände. Der Befehlsstand der Luftschutzleitung befand sich im Burggarten hinter dem Ehrenmal in den alten Burgwall eingebaut. Öffentliche Luftschutzräume gab es im Burgturm, im früheren Thormannschen Eiskeller, in der Bergschlossbrauerei, im Rathaus, der Kornhausmühle, im Finanzamt, der Landwirtschaftsschule, der Bergschule, der ehemaligen Kaserne in der Großen Pagenbergstraße und im Städtischen Grundstück Holzmarktstraße 32. Außerdem wurden in der Stadt zahlreiche Splitterschutzgräben ausgehoben, teilweise überdacht. Für die Betreuung Luftkriegsbetroffener waren sogenannte Auffangstellen eingerichtet.

## Luftkriegsereignisse 1940 bis 1944
Salzwedel lag auf der Flugroute der britischen Royal Air Force zur Reichshauptstadt Berlin, die ab 1940 nachts in zunehmender Intensität von Bomberverbänden angegriffen wurde.
Am 1. September 1940 gab es in drei aufeinanderfolgenden Nächten Fliegeralarm in Salzwedel. In Gerstedt und anderen Dörfern um Salzwedel wurden einzelne Sprengbomben abgeworfen, ohne größere Schäden anzurichten. Auch Brandplättchen (Zelluloid mit Phoshorzündern) kamen durch die RAF zum Einsatz, um Brände auf Feldern und in Wäldern auszulösen. Einzelne britische Flugzeuge ließen an Fallschirmen Magnesium-Leuchtbomben über der Stadt fallen. Im März 1941 musste ein durch Luftabwehr beschädigtes britisches Bombenflugzeug Vickers Wellington bei Pretzier notlanden, die Besatzung ging in Kriegsgefangenschaft. 1942 nahm auch Salzwedel in größerer Zahl evakuierte Menschen aus Hamburg auf, die bei den schweren britischen und amerikanischen Luftangriffen in der Operation Gomorrha „ausgebombt“ worden waren. Am 17. Dezember 1942 warf abends ein vom Kurs abgekommenes britisches Flugzeug zwei schwere Sprengbomben und 70 große Brandbomben auf das Bahnhofsgelände, wodurch Schäden an Gleisanlagen und Gebäuden verursacht wurden. Danach wurde bei Arbeiten an Blindgängern ein städtischer Arbeiter schwer verletzt. Am 6. März 1944 mussten die Salzwedeler Bürger eine amerikanische Demonstration ihrer Luftmacht miterleben: am Himmel über der Stadt zeigten sich – scheinbar unbehelligt – zur Tageszeit etwa 450 schwere Bomber auf dem Weg zu einem anderen Ziel, flankiert von einer großen Anzahl Langstrecken-Jagdflugzeuge. Ein deutsches Jagdflugzeug stürzte ab. Am 21. November 1944 stießen bei einer Übung zwei Flugzeuge des Fliegerhorstes Salzwedel zusammen. Eine der über der Stadt abstürzenden, brennenden Maschinen verletzte zwei Frauen tödlich.

## Luftangriff am 18. April 1944
Der Hauptbahnhof Salzwedel wurde am Nachmittag des 18. April 1944 von einigen (US-)Flugzeugen auf ihrem Rückflug aus Mitteldeutschland mit etwa 50 mittleren Sprengbomben angegriffen. Das Bahngelände wurde 19 mal getroffen, ein Teil der Bomben landete in der Umgebung, im freien Feld und in Gartenanlagen. Einige Bomben, auch Signalbomben, waren Blindgänger. Zerstört wurden Gleisanlagen, das Übernachtungshaus der Eisenbahner und das Bahnbetriebsamt. Acht Zivilpersonen starben, darunter Frauen und ein Kleinkind. Es gab eine Reihe von Verletzten.

## Luftangriff am 22. Februar 1945

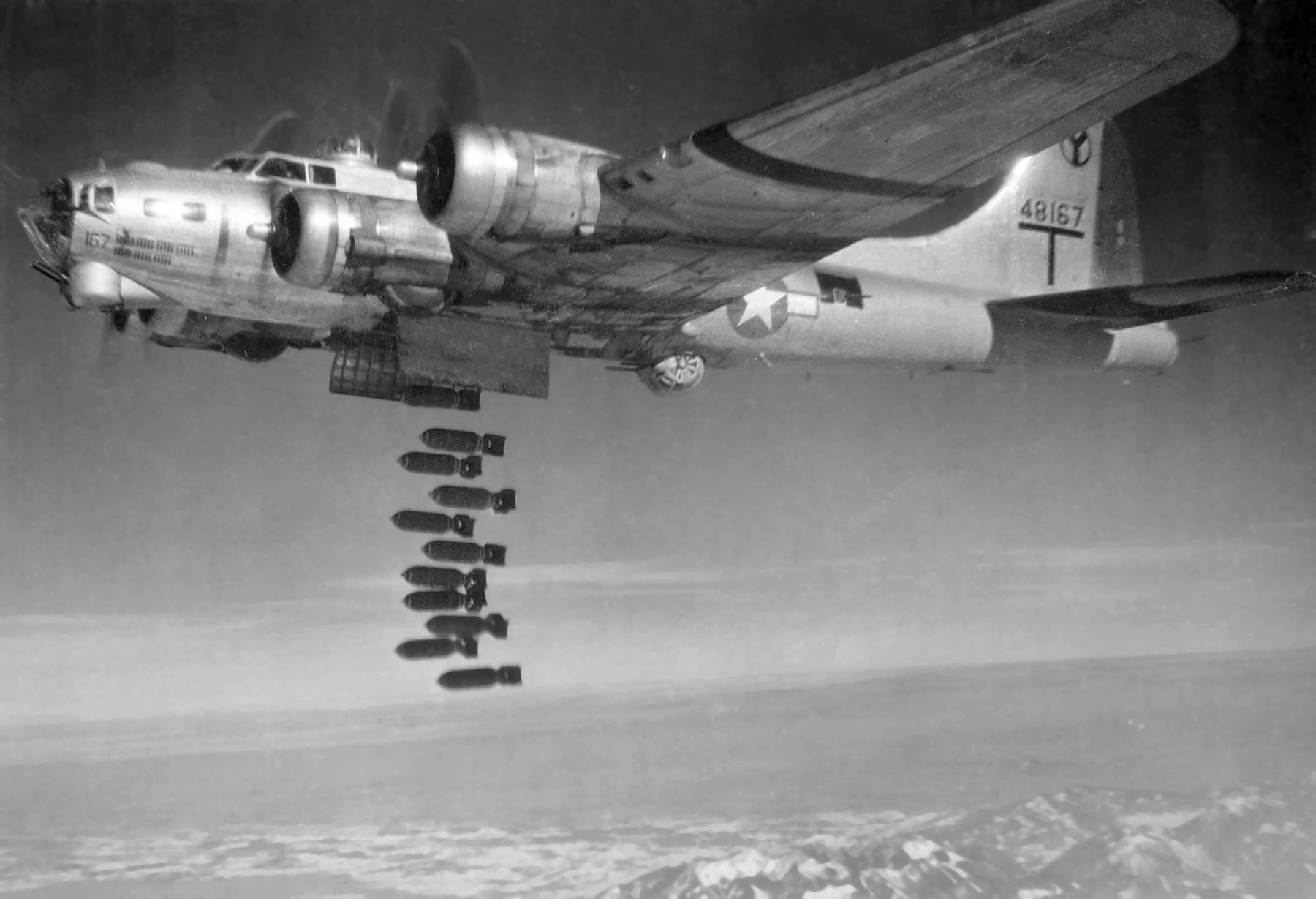
Boeing B-17 beim Bombenwurf

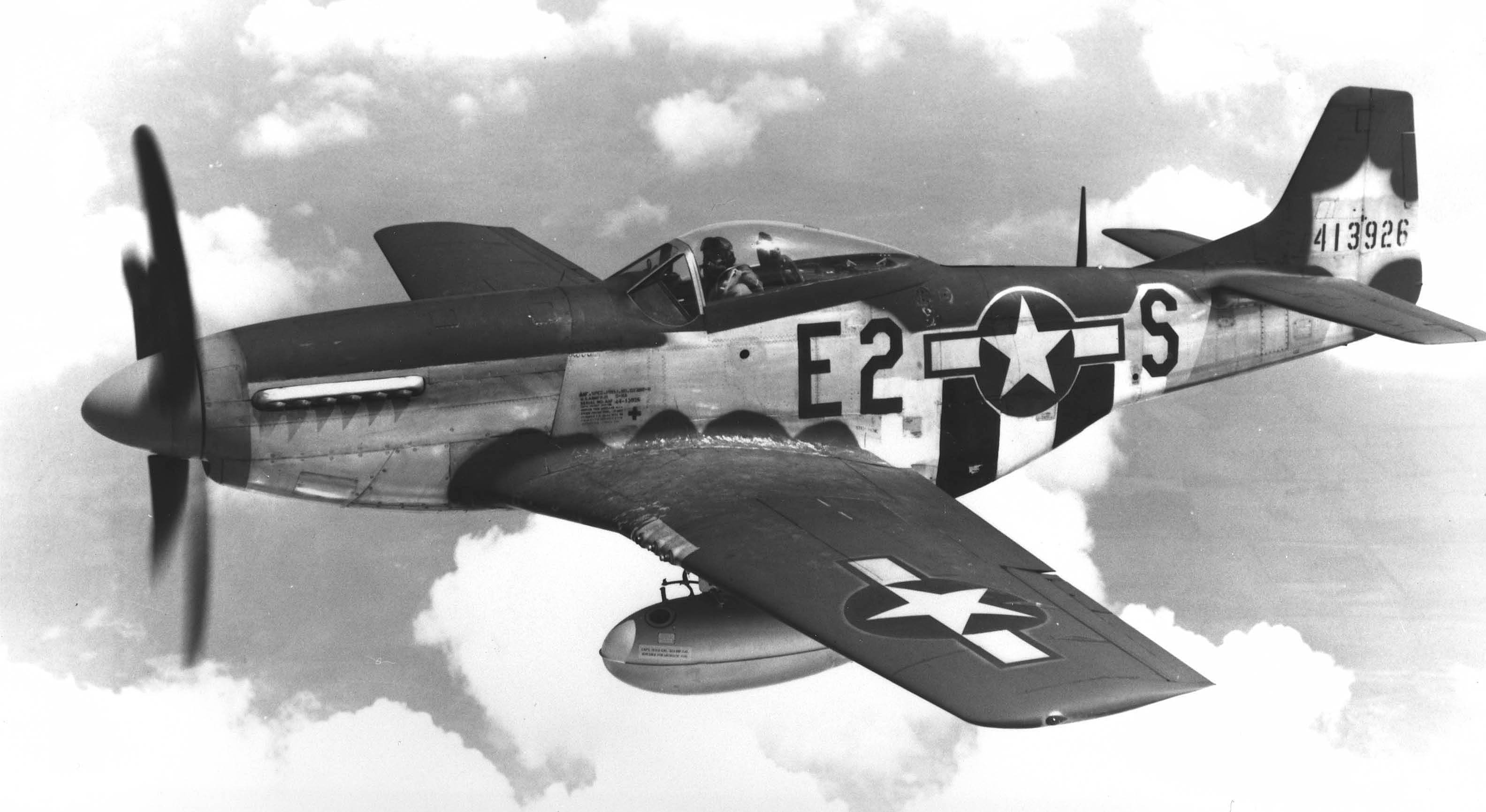
Amerikanisches Jagdflugzeug North American P-51 „Mustang“

Im Rahmen der zweitägigen, großen alliierten Luftoffensive Operation Clarion (Kriegstrompete) gegen Verkehrsziele in Deutschland, wurde auch der Hauptbahnhof Salzwedel, ein bedeutender Eisenbahnknotenpunkt, am 22. Februar 1945 von der 1. Air Division der USAAF angegriffen. Mit Geleitschutz durch Langstrecken-Jagdflugzeuge P-51 „Mustang“ warfen 59 Boeing B-17 Flying Fortress der 457th Bombardment Group der Eighth Air Force gegen 12:20 Uhr – nach Zielmarkierungsbomben – 197,5 Tonnen Bombenlast auf das Bahnhofsgelände und seine Umgebung. Um die Mittagszeit befanden sich viele Reisende auf dem Bahnhof, als bei klarem Wetter Luftalarm ausgelöst wurde. Frauen, Kinder (Schüler), andere Zivilisten, Flüchtlinge aus den Ostgebieten und Wehrmachtsangehörige suchten Schutz im Luftschutzbunker des Bahnhofs und im Bahnhofstunnel/Bahnhofsunterführung. Unter der Gewalt der Explosionen wurde der Bahnhof in ein Trümmerfeld und eine Kraterlandschaft verwandelt. Der Bunker erhielt Volltreffer, der Bahnhofstunnel stürzte ein und lief in wenigen Minuten voll Wasser, das aus einer Anlage zur Betankung der Lokomotiven stammte. In Bunker und Tunnel starben 314 Menschen, überwiegend Zivilisten, und 30 durchfahrende Soldaten. Die Bahnhäuser A und B, die Gleisanlagen, Lokomotiven und Eisenbahnwaggons wurden zerstört, Güterbahnhof und Güterschuppen brannten aus und brachen zusammen. Stundenlang krachten Artillerie-Granaten eines brennenden Munitionszuges durch das Gelände. Das benachbarte Gaswerk wurde zur Hälfte, ein Gasometer vollständig zerstört. Eine Großtankstelle und ein Getreidemagazin wurden vernichtet. Bombentrichter fanden sich von der Tuchmacherstraße über die Bahn bis zum Lüchower Tor und weit über die Hoyersburger Chaussee hinaus. In den Wohnhäusern der Eisenbahner durchschlugen die Bomben mehrere Stockwerke und explodierten in den Luftschutzkellern. Die Bergungs- und Rettungsarbeiten wurden von Feuerwehr, Luftschutz- und Wehrmachtsangehörigen durchgeführt. In der zeitlichen Nähe von nur 10 Jahren nach dem Bombardement schrieb die regionale Presse von „Mordtaten angloamerikanischer Luftgangster“.
Die Toten wurden auf der Gehbahn gegenüber dem Bahnhofshotel niedergelegt, dann in die große Reithalle vor dem Neupervertor gebracht und dort identifiziert – soweit das möglich war. Neben den Toten im Bahnhofsbereich und der Wohnumgebung waren 150 Verwundete zu versorgen, darunter viele Schwerverletzte, besonders auch Schüler.
Nach einigen Tagen konnte der Eisenbahnverkehr unter erschwerten Bedingungen wieder aufgenommen werden.

## Luftangriff am 31. März 1945
An diesem Tag entledigten sich neun Boeing B-17 ihrer Bombenlast von 27 Tonnen über Salzwedel.

## Luftangriff am 7. April 1945
An diesem Tag warf noch einmal eine amerikanische Boeing B-17 fünf Tonnen Bomben über Salzwedel ab.

## Begräbnis- und Gedenkstätten
Von den etwa 285 zivilen Opfern des Luftangriffs am 22. Februar 1945 wurden nach der Trauerfeier die meisten auf dem Neustädter Friedhof (Friedhof St. Katharinen) in einer gemeinsamen Gräberanlage beigesetzt. „Der Partei (NSDAP) gelang es nicht, das (zivile) Begräbnis ergreifend zu gestalten“. Die Anlage befindet sich heute auf einer abgelegenen Seite des Friedhofs und ist mangels Wegweisern und auch vor Ort schwer zu finden. Hier gab es ursprünglich lange Reihen von Einzelgräbern mit dunkel gebeizten Holzkreuzen (mit den persönlichen Daten der Toten), die später mit Einebnung der Gräber beseitigt und verbrannt wurden. Heute (2021) ist ein einziges privates Holzkreuz mit einem Namen erhalten. Es steht neben einem Denkmal, einem Findling mit eingelassener Tafel und der Inschrift: „ZUM EHRENDEN GEDENKEN AN DIE 300 TERROROPFER DES BOMBENANGRIFFS VOM 22.2.1945“. In einer Liste „2. Weltkrieg (Bombenopfer)“ eines Denkmalprojekts, die auf eine Bestellung von Grabkreuzen im Mai 1945 zurückgeht, sind 56 Namen genannt (davon 31 Frauen, 12 Kinder und Jugendliche). Weitere 14 „unbekannte“, auf dem Friedhof Bestattete wurden in einer Liste von 1950 aufgeführt. Im Stadtarchiv Salzwedel gibt es noch weitere Listen von Bombenopfern. Von 45 Toten ist bekannt, dass sie in ihre Heimatorte überführt wurden.
Die 30 bei dem Luftangriff am 22. Februar 1945 gefallenen Wehrmacht-Soldaten wurden mit militärischem Zeremoniell (Salven über den Gräbern, Lied vom guten Kameraden) auf dem Altstädter Friedhof (St. Marien-Friedhof) beigesetzt. Die Gräber sind heute Teil der Kriegsgräberstätte für Opfer des Ersten und Zweiten Weltkriegs, die 1992 vom Volksbund Deutsche Kriegsgräberfürsorge in einem „Pilotprojekt Neue Bundesländer“ gestaltet wurde. In der Mitte der Anlage steht ein großes Holzkreuz, umrandet von Findlingen. In der Liste des genannten Denkmalprojekts für hier bestattete Soldaten des Zweiten Weltkriegs finden sich 27 Namen mit dem Zusatz „Bombenopfer“ und/oder Todesdatum 22. Februar 1945.
Im März und April 1945 gab es fast täglich leichtere Fliegerangriffe. Am 31. März erfolgte ein größerer Angriff, der wahrscheinlich der Draht- und Metallwarenfabrik galt (die auch Munition herstellte). Es gab Gebäudeschäden, eine Frau starb. Einhundert Bomben fielen in größtenteils unbebautes Gelände.
Am Ort des am 22. Februar 1945 durch Volltreffer zerstörten Luftschutzbunkers des Bahnhofs, in dem zahlreiche Menschen den Tod durch hochbrisante Sprengbomben gefunden hatten, wurde in den 1950er Jahren zunächst eine große Gedenktafel, später ein Gedenkstein errichtet. Ein großer, efeuumrankter Findling, der zu einem Hindenburg-Denkmal gehört hatte, trug nun eine Tafel mit der Inschrift: „300 TOTE MAHNEN ZUM FRIEDEN“. Nach der Wende wurde dieser Platz 1999 für eine Bedürfnisanstalt gebraucht und das Denkmal 2001 nach Zwischenlagerung an eine andere Stelle auf dem Bahnhofsvorplatz versetzt. Erst seit kurzem gibt es zu dem Text mit „300 Toten …“ eine Erläuterungstafel.
Vor dem Gedenkstein auf dem Bahnhofsvorplatz erinnern jährlich am 22. Februar Oberbürgermeister und Abgeordnete der Fraktionen des Stadtrats mit Ansprache und Niederlegen von Blumengebinden an die Opfer des Bombenangriffs. Um 12:10 Uhr (Angriffsbeginn) läuten alle Kirchenglocken von Salzwedel.

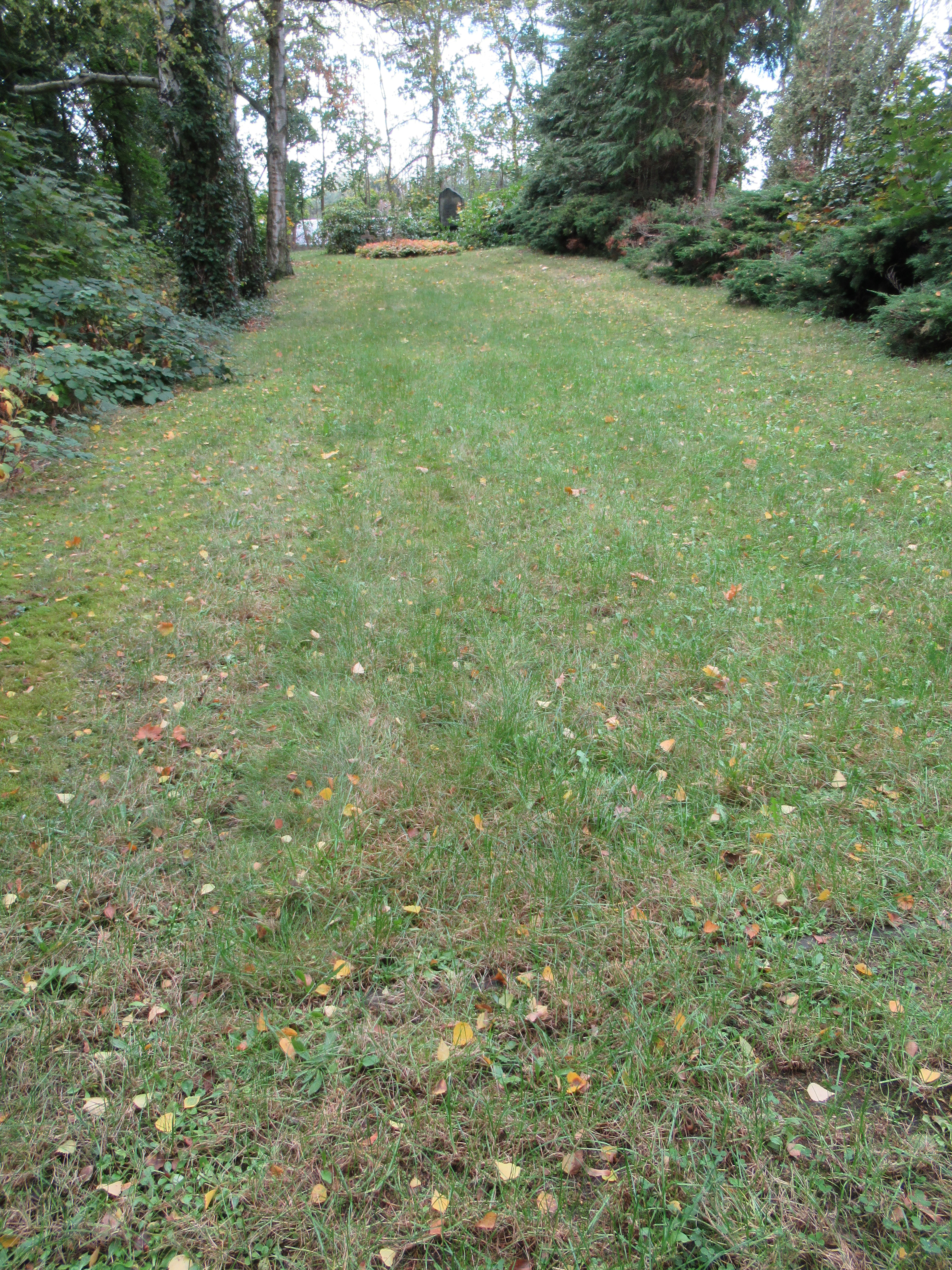
Eingeebnete Reihengräber der zivilen Bombenopfer
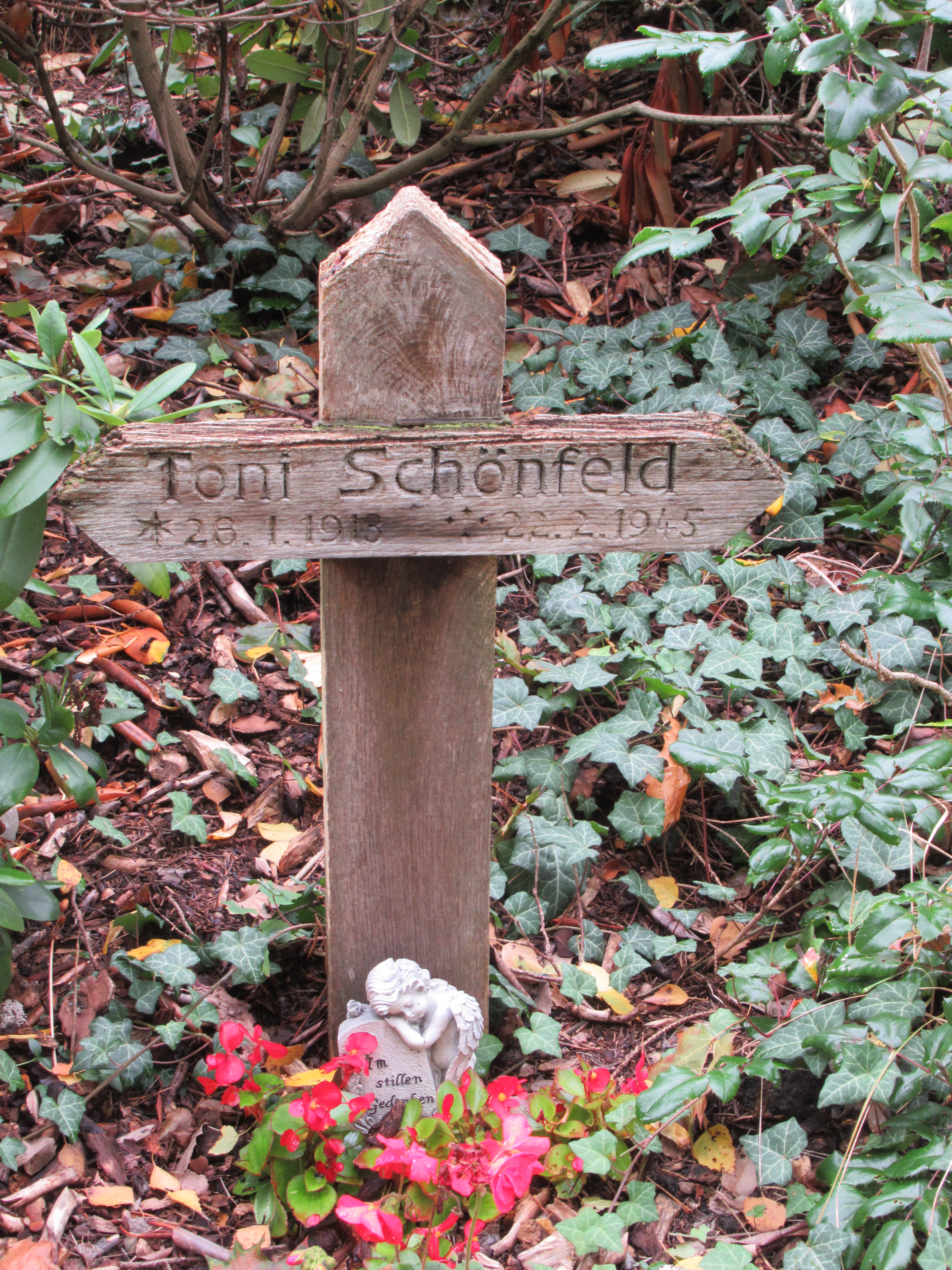
Einziges verbliebenes Holzkreuz der Reihengräber
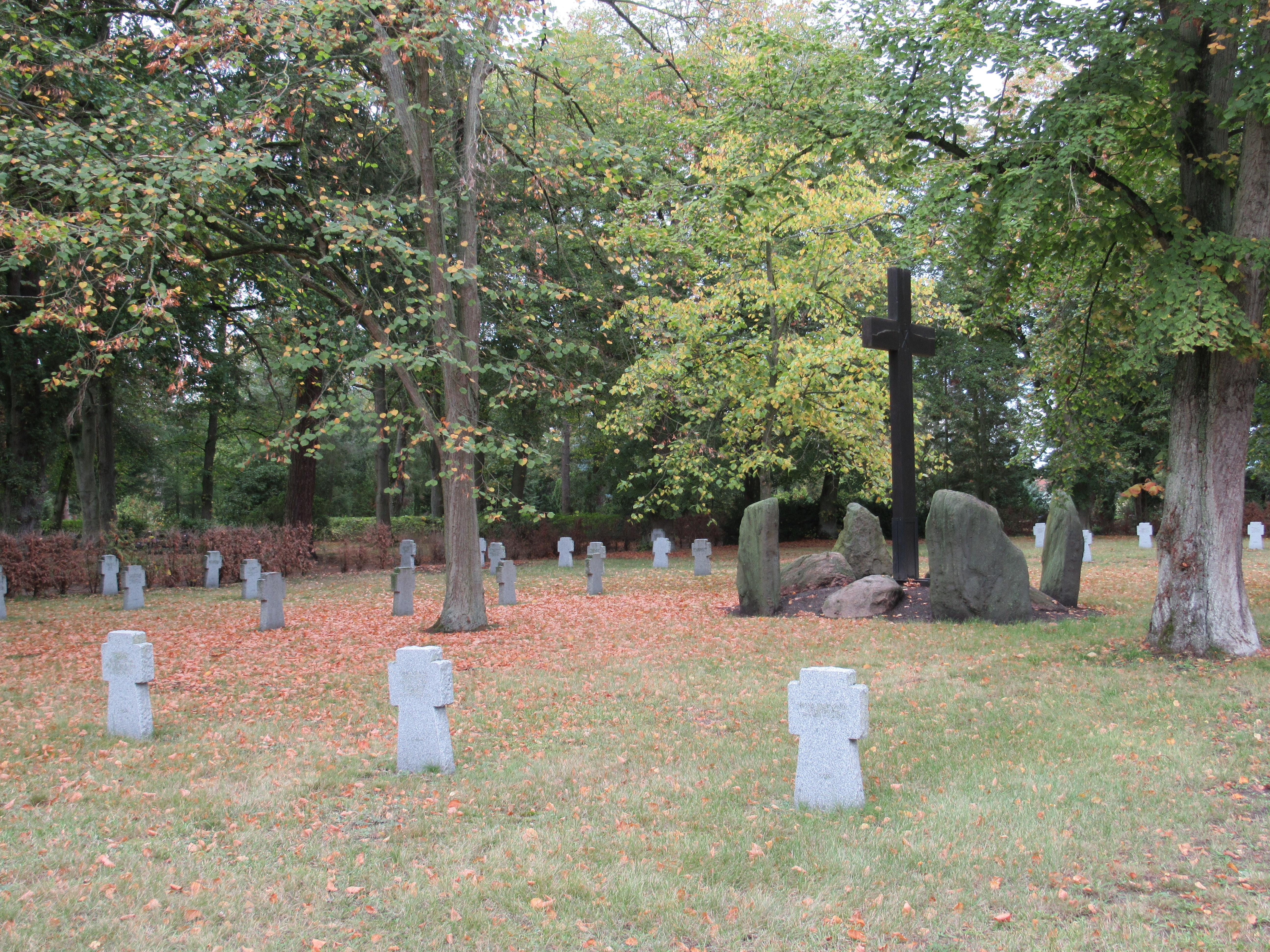
Soldatengräber auf Altstädter Friedhof, auch Bombenopfer
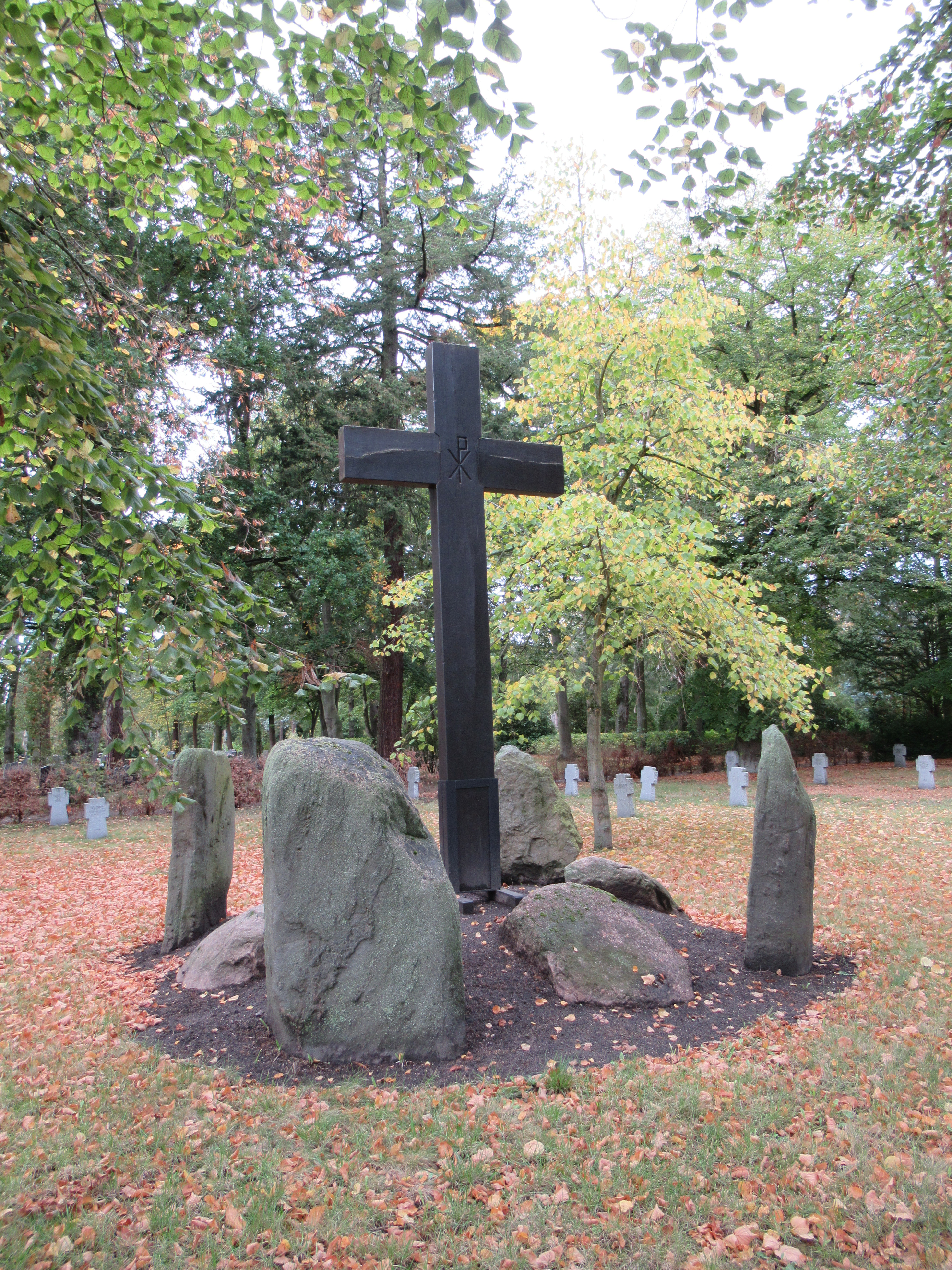
Soldatengräber auf Altstädter Friedhof Weltkriege 1 und 2
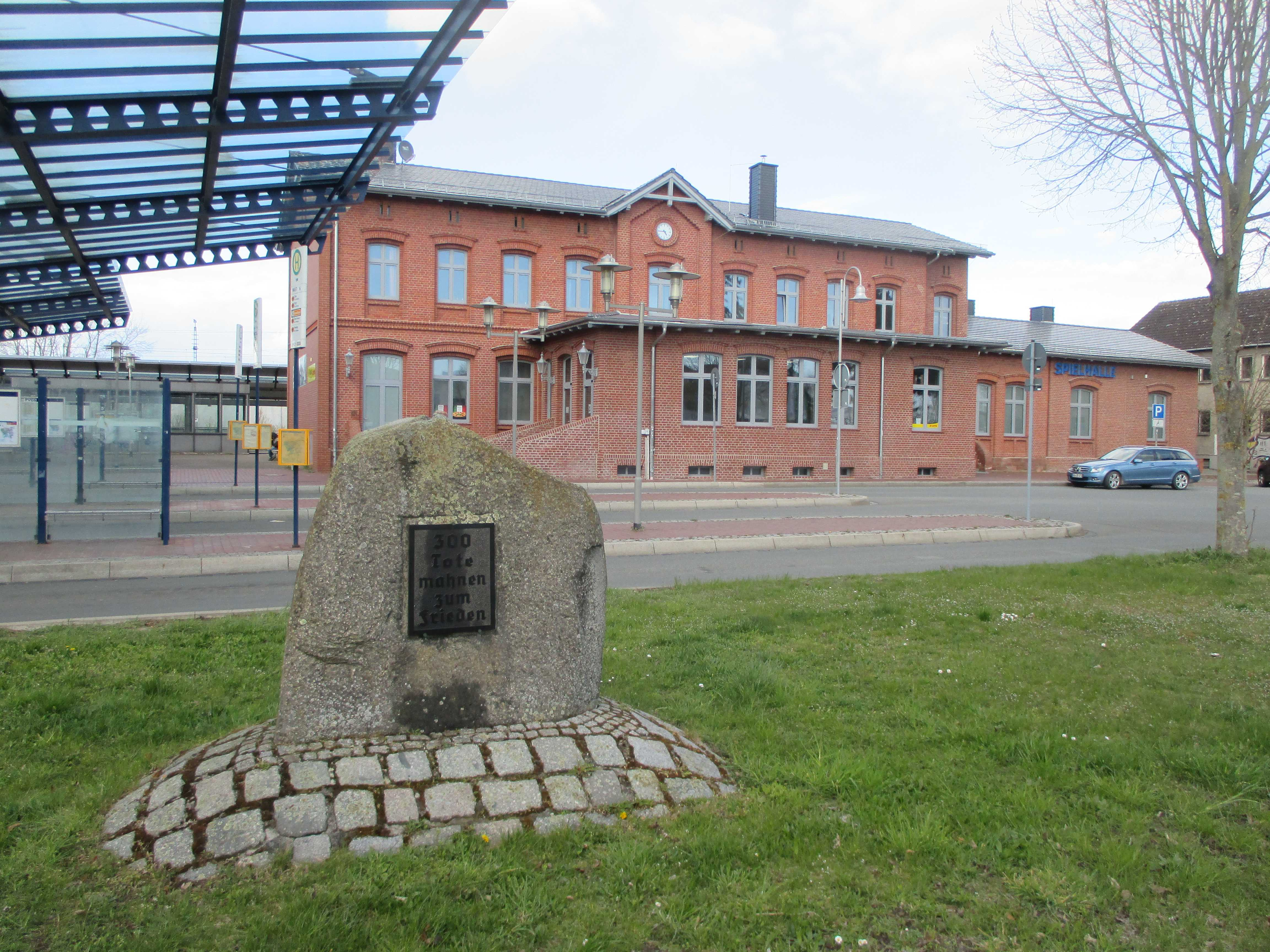
Gedenkstein am Bahnhof für 300 Tote des Luftangriffs am 22. Februar 1945
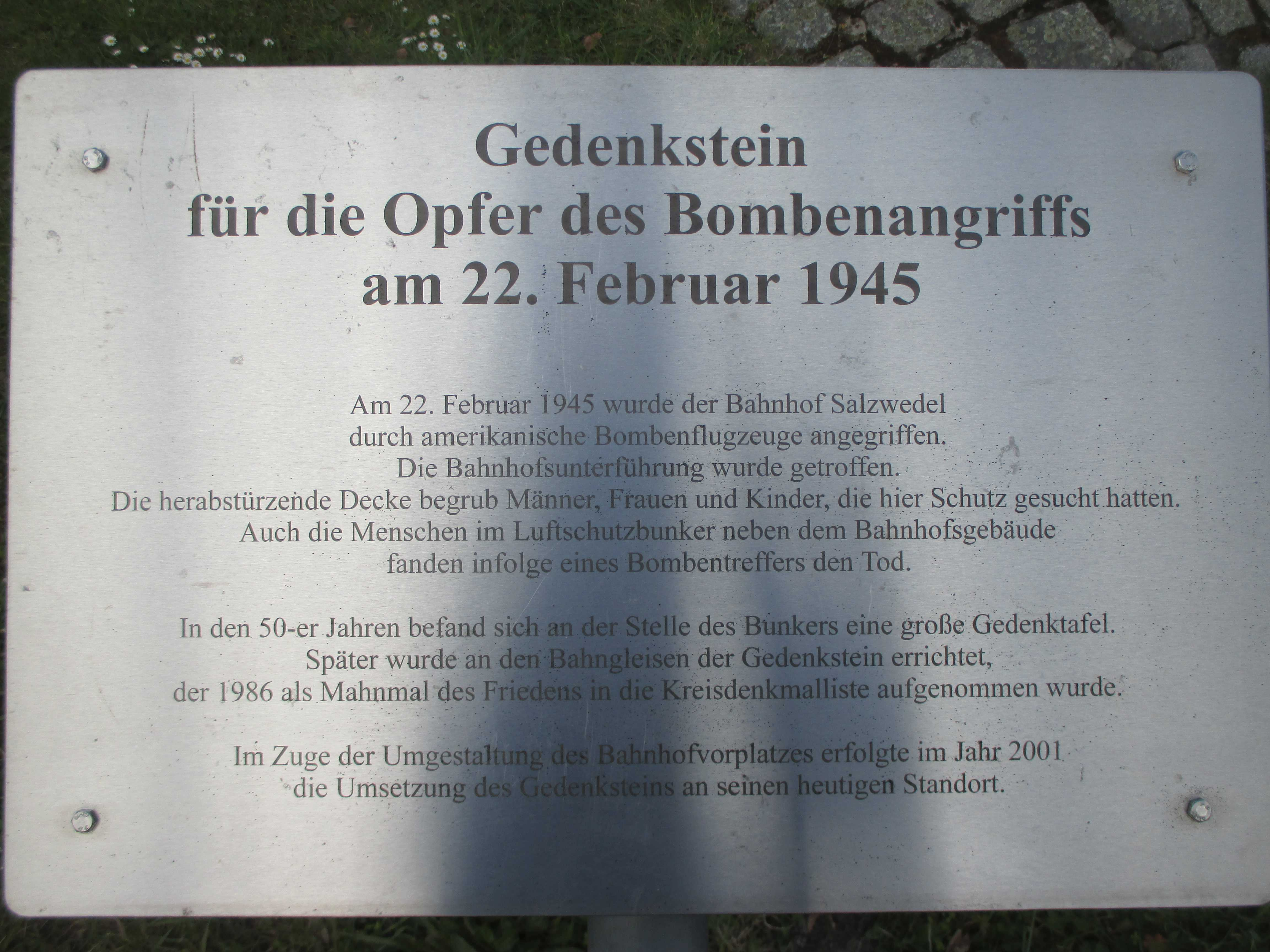
Erläuterungstafel zum Gedenkstein am Bahnhof

## Luftangriffe auf weitere Bahnhöfe in der Altmark am 22. Februar 1945
Im Rahmen der zweitägigen alliierten Operation Clarion gegen Verkehrsziele im Deutschen Reich wurden insgesamt vier Bahnhofsanlagen in der Altmark von schweren Bombern der 8. Luftflotte der USAAF angegriffen: Salzwedel, Stendal, Klötze und Köbbelitz. 169 Boeing B-17 Flying Fortress warfen 520 Tonnen Bombenlast auf und neben ihre Ziele. Die Bahnhofsanlagen (bis auf Bahnhof Klötze) und das auf ihnen befindliche rollende Material wurden schwer zerstört. Etwa 700 Menschen starben auf den Bahnhöfen, ganz überwiegend reisende Zivilisten, und in den Ortschaften.